# 寨桑 (人物)
寨桑或宰桑，是清朝科爾沁部貝勒，為成吉思汗弟哈撒尔18世孙。贝勒莽古思之子。他的两个女儿孝莊文皇后和海兰珠先后嫁给皇太极。顺治帝为其外孙。
崇德元年（1636年），女婿皇太极封其长子乌克善为卓哩克图亲王。顺治十一年（1654年）五月壬辰，外孙顺治帝追封寨桑为和硕忠亲王，妻子科尔沁次妃博礼为贤妃。顺治十二年（1655年），在今吉林省松原市前郭尔罗斯蒙古族自治县长山镇库里村，为其立追封忠亲王暨忠亲王贤妃碑，现为吉林全国重点文物保护单位。

## 家族
寨桑的生母没有记载，从其子索纳穆收继其父亲遗孀科尔沁大妃推断，他与皇太极皇后哲哲为同父异母兄妹。育有4子，女儿有史可查者为两人：
- 长子乌克善。科尔沁左翼中旗（又称达尔罕旗）卓哩克图亲王，女儿是顺治帝第一任皇后世祖废后。
- 次子查罕。后裔为达尔罕旗贝勒、固山贝子。孙女是顺治帝第二任皇后孝惠章皇后。
- 三子索纳穆。收继其父亲遗孀科尔沁大妃，至少有育一子二女，即达哲、敬孝義皇后、奇塔特。随皇太极出征，死于己巳之變。另有一女为敬孝義皇后妹，豪格福晋，后改嫁多尔衮。后裔为达尔罕旗温都尔亲王。
- 四子满珠习礼，娶皇太极养女和硕公主。第一代达尔罕亲王。
- 女儿海兰珠，即敏惠恭和元妃。
- 女儿布木布泰，即孝庄文皇后。